# Enguerrand Ier de Coucy
Pour les articles homonymes, voir Enguerrand de Coucy.
Enguerrand de Boves ou Enguerrand Ier de Coucy (env. 1042 - 1116) est un noble picard, comte d'Amiens qui participa à la Première croisade et affronta le roi de France Louis VI le Gros lors de la création de la commune d'Amiens.

## Famille
Fils de Dreux ou Drogon de Boves dont il hérite de la seigneurie de Boves. Il épousa en premières noces Ade de Marle, et de ce fait acquit les seigneuries de Marle, de Coucy et de La Fère. On a rapproché son nom des Enguerrand, anciens comtes de Hainaut des IXe et Xe siècles, ou d'autres grandes familles féodales.
En 1085, il devint comte d'Amiens, peut-être du chef de sa grand-mère (la femme d'Hugues de Boves, mère de Dreux ? Certains auteurs la disent être Adèle de Vexin-Amiens, qui pourrait être une fille du comte Dreux : cf. l'article Boves). En 1105, l'abbaye de Saint-Fuscien au sud d'Amiens fut dotée par Enguerrand de Boves de la seigneurie tout entière.
Il devint possesseur en 1079/1080 du château de Coucy, dont il donna le nom à la Maison formée par ses descendants.
Enguerrand Ier et Ade de Marle, fille de Létaud (ou Liétard) de Roucy (ou de Marle), seigneur de Marle et Coucy, et nièce du comte Ebles Ier de Roucy, eurent deux enfants :
1. Thomas de Marle ;
2. Agnès de Coucy.

Guibert, abbé de l'abbaye de Nogent-sous-Coucy, note que Thomas de Marle eut une mère si ignominieuse, c'est-à-dire d'une vie si débordée et débridée, que pour cela il ne fut jamais beaucoup aimé de son père. Ade était en fait une femme indépendante, au tempérament généreux et à la personnalité affirmée, menant sa vie (amoureuse notamment) à sa guise. Ce type de femmes libres, "scandaleuses", à qui on ne pouvait passer la laisse, est moins rare qu'il semblerait au Moyen Age parmi les aristocrates héritières de seigneuries : qu'on pense à Sibylle de Porcien, à Aliénor d'Aquitaine, plus tard à Elisabeth Ire Tudor. Ainsi, il n'est pas avéré que son héritier Thomas de Boves soit réellement son enfant : Enguerrand ne le traitait pas vraiment en fils, et Thomas ne voyait pas forcément en Enguerrand un père, ils entretenaient une relation tendue.
Enguerrand n'est pas non plus exempt de péchés, puisqu'il s'adonne fort à l'amour des autres femmes. Selon les sources, après avoir répudié Ade de Marle pour adultère ou après son veuvage, Enguerrand de Boves épouse en secondes noces Sibylle de Château-Porcien. Femme de condition dégradée (le comté de Porcien, qui fut puissant, se réduisit en peau de chagrin : son héritière ne parviendra pas à le sauver), Sibylle est la fille de Roger, comte de Porcien, et ex-épouse de Godefroi Ier de Namur, qui l'avait répudiée pour inconduite notoire. Sa vie libre l'apparente à Ade de Marle, mais en mode décadent.

## Histoire
Il participe à la première croisade en 1096 et est présent au siège d'Antioche qui capitule le 3 juin 1098. La légende dit que c’est Enguerrand Ier qui, au cours d’un combat contre les Maures lors de la première croisade en Terre sainte, ayant perdu sa bannière, découpa en bandes son manteau bleu doublé de rouge pour en faire une nouvelle qui deviendra par la suite les armoiries de Coucy : trois bandes rouges et trois bandes faites de cloches, tête-bêche, bleu azur et blanc (fourrure héraldique : le vair).
En 1100, revenu en France, il entre en conflit avec son fils Thomas de Marle et obtient alors l'appui de son cousin l'évêque Enguerrand de Laon. Il se réconcilie ensuite avec lui au cours des événements de la Commune d'Amiens pour lutter contre les bourgeois révoltés.
Les habitants d'Amiens ayant obtenu du roi Louis le Gros, la permission de s'établir en commune, avec le soutien de l'évêque Geoffroy et de Guermond son vidame, demandèrent à Thomas de les soutenir dans leurs œuvres contre Adam, le châtelain qui tenait la garde de la tour du Castillon pour Enguerrand, le comte, père de Thomas. Mais Thomas se réconcilia avec son père et combattit avec lui contre les habitants d'Amiens. Les habitants obtinrent le soutien du roi Louis-le-Gros qui leur envoya du renfort. Le siège dura deux ans. Sibylle, la marâtre de Thomas, et qui ne l'aimait guère (elle espérait qu'il soit déshérité par Enguerrand), trahit son beau-fils en renseignant le vidame Guermond. Thomas, sérieusement blessé dans une embuscade, chercha à se venger et fit exécuter Gautier, demi-frère de Sibylle. Le clergé décida alors de l'excommunier en 1114 lors de l'assemblée de Beauvais. Le roi assaillit Thomas, enleva les châteaux de Crépy et Nogent, et ruina les forts érigés sur les terres appartenant à l'abbaye Saint-Jean de Laon.